# 24 uur van Daytona 2007
De 24 uur van Daytona 2007 was de 45e editie van deze endurancerace. De race werd verreden op 27 en 28 januari 2007 op de Daytona International Speedway nabij Daytona Beach, Florida.
De race werd gewonnen door de Telmex Chip Ganassi Racing with Felix Sabates #01 van Scott Pruett, Salvador Durán en Juan Pablo Montoya. Voor Pruett was het zijn tweede Daytona-zege, terwijl Durán en Montoya allebei hun eerste overwinning in de race behaalden. De GT-klasse werd gewonnen door de Alegra Motorsports/Fiorano Racing #22 van Carlos de Quesada, Jean-François Dumoulin, Scooter Gabel en Marc Basseng.

## Race
Winnaars in hun klasse zijn vetgedrukt.
| Pos. | Klasse | No. | Team                                          | Coureurs                                                                    | Chassis                      | Banden | Ronden |
| Pos. | Klasse | No. | Team                                          | Coureurs                                                                    | Motor                        | Banden | Ronden |
| ---- | ------ | --- | --------------------------------------------- | --------------------------------------------------------------------------- | ---------------------------- | ------ | ------ |
| 1    | DP     | 01  | Telmex Chip Ganassi Racing with Felix Sabates | Scott Pruett Salvador Durán Juan Pablo Montoya                              | Riley Mk. XI                 | H      | 668    |
| 1    | DP     | 01  | Telmex Chip Ganassi Racing with Felix Sabates | Scott Pruett Salvador Durán Juan Pablo Montoya                              | Lexus 5.0 L V8               | H      | 668    |
| 2    | DP     | 11  | SAMAX Motorsport                              | Milka Duno Patrick Carpentier Darren Manning Ryan Dalziel                   | Riley Mk. XI                 | H      | 668    |
| 2    | DP     | 11  | SAMAX Motorsport                              | Milka Duno Patrick Carpentier Darren Manning Ryan Dalziel                   | Pontiac 5.0 L V8             | H      | 668    |
| 3    | DP     | 10  | SunTrust Racing                               | Wayne Taylor Max Angelelli Jeff Gordon Jan Magnussen                        | Riley Mk. XI                 | H      | 666    |
| 3    | DP     | 10  | SunTrust Racing                               | Wayne Taylor Max Angelelli Jeff Gordon Jan Magnussen                        | Pontiac 5.0 L V8             | H      | 666    |
| 4    | DP     | 59  | Brumos Racing                                 | J. C. France Hurley Haywood João Barbosa Roberto Moreno David Donohue       | Riley Mk. XI                 | H      | 662    |
| 4    | DP     | 59  | Brumos Racing                                 | J. C. France Hurley Haywood João Barbosa Roberto Moreno David Donohue       | Porsche 3.6 L Flat-6         | H      | 662    |
| 5    | DP     | 61  | Exchange Traded Gold AIM Autosport            | Brian Frisselle Burt Frisselle Mark Wilkins David Empringham                | Riley Mk. XI                 | H      | 657    |
| 5    | DP     | 61  | Exchange Traded Gold AIM Autosport            | Brian Frisselle Burt Frisselle Mark Wilkins David Empringham                | Lexus 5.0 L V8               | H      | 657    |
| 6    | DP     | 7   | SAMAX Motorsport                              | Chris Festa Tomáš Enge Christian Montanari Roger Yasukawa Kris Szekeres     | Riley Mk. XI                 | H      | 655    |
| 6    | DP     | 7   | SAMAX Motorsport                              | Chris Festa Tomáš Enge Christian Montanari Roger Yasukawa Kris Szekeres     | Pontiac 5.0 L V8             | H      | 655    |
| 7    | DP     | 77  | Feeds the Need/Doran Racing                   | Memo Gidley Fabrizio Gollin Michel Jourdain Jr. Oriol Servià                | Doran JE4                    | H      | 655    |
| 7    | DP     | 77  | Feeds the Need/Doran Racing                   | Memo Gidley Fabrizio Gollin Michel Jourdain Jr. Oriol Servià                | Ford 5.0 L V8                | H      | 655    |
| 8    | DP     | 47  | TruSpeed Motorsports                          | Charles Morgan Rob Morgan Timo Bernhard B. J. Zacharias                     | Riley Mk. XI                 | H      | 636    |
| 8    | DP     | 47  | TruSpeed Motorsports                          | Charles Morgan Rob Morgan Timo Bernhard B. J. Zacharias                     | Porsche 3.6 L Flat-6         | H      | 636    |
| 9    | DP     | 60  | Michael Shank Racing                          | Mark Patterson Oswaldo Negri jr. Hélio Castroneves Sam Hornish jr.          | Riley Mk. XI                 | H      | 628    |
| 9    | DP     | 60  | Michael Shank Racing                          | Mark Patterson Oswaldo Negri jr. Hélio Castroneves Sam Hornish jr.          | Lexus 5.0 L V8               | H      | 628    |
| DNF  | DP     | 19  | Finlay Motorsports                            | Rob Finlay Michael Valiante Michael McDowell Bobby Labonte                  | Crawford DP03                | H      | 627    |
| DNF  | DP     | 19  | Finlay Motorsports                            | Rob Finlay Michael Valiante Michael McDowell Bobby Labonte                  | Ford 5.0 L V8                | H      | 627    |
| 11   | GT     | 22  | Alegra Motorsports/Fiorano Racing             | Carlos de Quesada Jean-François Dumoulin Scooter Gabel Marc Basseng         | Porsche 997 GT3 Cup          | H      | 626    |
| 11   | GT     | 22  | Alegra Motorsports/Fiorano Racing             | Carlos de Quesada Jean-François Dumoulin Scooter Gabel Marc Basseng         | Porsche 3.6 L Flat-6         | H      | 626    |
| 12   | GT     | 07  | Banner Racing                                 | Paul Edwards Kelly Collins Andy Pilgrim Johnny O'Connell                    | Pontiac GXP.R                | H      | 626    |
| 12   | GT     | 07  | Banner Racing                                 | Paul Edwards Kelly Collins Andy Pilgrim Johnny O'Connell                    | Pontiac LS2 6.0 L V8         | H      | 626    |
| 13   | GT     | 64  | The Racer's Group                             | Jim Lowe Jim Pace Johannes van Overbeek Ralf Kelleners                      | Porsche 997 GT3 Cup          | H      | 625    |
| 13   | GT     | 64  | The Racer's Group                             | Jim Lowe Jim Pace Johannes van Overbeek Ralf Kelleners                      | Porsche 3.6 L Flat-6         | H      | 625    |
| 14   | GT     | 06  | Banner Racing                                 | Leighton Reese Tim Lewis jr. Johnny O'Connell Paul Edwards                  | Pontiac GXP.R                | H      | 624    |
| 14   | GT     | 06  | Banner Racing                                 | Leighton Reese Tim Lewis jr. Johnny O'Connell Paul Edwards                  | Pontiac LS2 6.0 L V8         | H      | 624    |
| 15   | GT     | 70  | SpeedSource                                   | David Haskell Sylvain Trembley Nick Ham Randy Pobst                         | Mazda RX-8                   | H      | 624    |
| 15   | GT     | 70  | SpeedSource                                   | David Haskell Sylvain Trembley Nick Ham Randy Pobst                         | Mazda 1.3 L 3-Rotor          | H      | 624    |
| 16   | GT     | 73  | Tafel Racing                                  | Lars Nielsen Dieter Quester Brent Martini Philipp Peter                     | Porsche 997 GT3 Cup          | H      | 617    |
| 16   | GT     | 73  | Tafel Racing                                  | Lars Nielsen Dieter Quester Brent Martini Philipp Peter                     | Porsche 3.6 L Flat-6         | H      | 617    |
| 17   | DP     | 75  | Krohn Racing                                  | Colin Braun Max Papis JJ Lehto                                              | Riley Mk. XI                 | H      | 615    |
| 17   | DP     | 75  | Krohn Racing                                  | Colin Braun Max Papis JJ Lehto                                              | Pontiac 5.0 L V8             | H      | 615    |
| 18   | DP     | 23  | Ruby Tuesday Championship Racing              | Jörg Bergmeister Romain Dumas Patrick Long                                  | Crawford DP03                | H      | 615    |
| 18   | DP     | 23  | Ruby Tuesday Championship Racing              | Jörg Bergmeister Romain Dumas Patrick Long                                  | Porsche 3.6 L Flat-6         | H      | 615    |
| 19   | GT     | 69  | SpeedSource                                   | Emil Assentato Nick Longhi Jeff Segal Matt Plumb                            | Mazda RX-8                   | H      | 612    |
| 19   | GT     | 69  | SpeedSource                                   | Emil Assentato Nick Longhi Jeff Segal Matt Plumb                            | Mazda 1.3 L 3-Rotor          | H      | 612    |
| 20   | GT     | 17  | Doncaster Racing                              | Dave Lacey Greg Wilkins Johnny Mowlem Tom Papadopoulos Lance David Arnold   | Porsche 997 GT3 Cup          | H      | 611    |
| 20   | GT     | 17  | Doncaster Racing                              | Dave Lacey Greg Wilkins Johnny Mowlem Tom Papadopoulos Lance David Arnold   | Porsche 3.6 L Flat-6         | H      | 611    |
| 21   | DP     | 76  | Krohn Racing                                  | Tracy Krohn Niclas Jönsson Boris Said                                       | Riley Mk. XI                 | H      | 607    |
| 21   | DP     | 76  | Krohn Racing                                  | Tracy Krohn Niclas Jönsson Boris Said                                       | Pontiac 5.0 L V8             | H      | 607    |
| 22   | GT     | 35  | Playboy Racing/Unitech                        | Tommy Constantine Mike Borkowski David Murry Hal Prewitt                    | Porsche 997 GT3 Cup          | H      | 606    |
| 22   | GT     | 35  | Playboy Racing/Unitech                        | Tommy Constantine Mike Borkowski David Murry Hal Prewitt                    | Porsche 3.6 L Flat-6         | H      | 606    |
| 23   | GT     | 27  | O'Connell Racing                              | Kevin O'Connell Mike Speakman Jason Bowles Kevin Roush Lonnie Pechnik       | Porsche 996 GT3 Cup          | H      | 605    |
| 23   | GT     | 27  | O'Connell Racing                              | Kevin O'Connell Mike Speakman Jason Bowles Kevin Roush Lonnie Pechnik       | Porsche 3.6 L Flat-6         | H      | 605    |
| 24   | DP     | 39  | Cheever Racing                                | Christian Fittipaldi Eddie Cheever Emmanuel Collard Sascha Maassen          | Crawford DP03                | H      | 601    |
| 24   | DP     | 39  | Cheever Racing                                | Christian Fittipaldi Eddie Cheever Emmanuel Collard Sascha Maassen          | Porsche 3.6 L Flat-6         | H      | 601    |
| 25   | DP     | 84  | Robinson Racing                               | George Robinson Wally Dallenbach jr. Paul Dallenbach Katherine Legge        | Riley Mk. XI                 | H      | 596    |
| 25   | DP     | 84  | Robinson Racing                               | George Robinson Wally Dallenbach jr. Paul Dallenbach Katherine Legge        | Pontiac 5.0 L V8             | H      | 596    |
| 26   | DP     | 6   | Michael Shank Racing                          | Henry Zogaib Ian James Paul Tracy A.J. Allmendinger                         | Riley Mk. XI                 | H      | 595    |
| 26   | DP     | 6   | Michael Shank Racing                          | Henry Zogaib Ian James Paul Tracy A.J. Allmendinger                         | Lexus 5.0 L V8               | H      | 595    |
| 27   | GT     | 81  | Synergy Racing                                | Steve Johnson Richard Westbrook Richard Lietz Patrick Huisman               | Porsche 997 GT3 Cup          | H      | 590    |
| 27   | GT     | 81  | Synergy Racing                                | Steve Johnson Richard Westbrook Richard Lietz Patrick Huisman               | Porsche 3.6 L Flat-6         | H      | 590    |
| 28   | GT     | 67  | The Racer's Group                             | Tom Cloet Pierre Bourque Mike Solley Auston Harris                          | Porsche 997 GT3 Cup          | H      | 588    |
| 28   | GT     | 67  | The Racer's Group                             | Tom Cloet Pierre Bourque Mike Solley Auston Harris                          | Porsche 3.6 L Flat-6         | H      | 588    |
| DNF  | DP     | 00  | Vision Racing                                 | Ed Carpenter Tomas Scheckter Tony George A.J. Foyt IV Stéphane Grégoire     | Crawford DP03                | H      | 587    |
| DNF  | DP     | 00  | Vision Racing                                 | Ed Carpenter Tomas Scheckter Tony George A.J. Foyt IV Stéphane Grégoire     | Porsche 3.6 L Flat-6         | H      | 587    |
| 30   | GT     | 65  | The Racer's Group                             | Murray Marden Brent Milner John Peterson Michael Gomez                      | Porsche 997 GT3 Cup          | H      | 583    |
| 30   | GT     | 65  | The Racer's Group                             | Murray Marden Brent Milner John Peterson Michael Gomez                      | Porsche 3.6 L Flat-6         | H      | 583    |
| DNF  | GT     | 85  | Farnbacher Loles Racing                       | Leh Keen Pierre Ehret Dirk Werner Jörg Hardt                                | Porsche 997 GT3 Cup          | H      | 579    |
| DNF  | GT     | 85  | Farnbacher Loles Racing                       | Leh Keen Pierre Ehret Dirk Werner Jörg Hardt                                | Porsche 3.6 L Flat-6         | H      | 579    |
| 32   | DP     | 51  | Cheever Racing                                | Mike Newton Thomas Erdos Harrison Brix Eddie Cheever                        | Fabcar FDSC/03               | H      | 579    |
| 32   | DP     | 51  | Cheever Racing                                | Mike Newton Thomas Erdos Harrison Brix Eddie Cheever                        | Porsche 3.6 L Flat-6         | H      | 579    |
| 33   | GT     | 68  | The Racer's Group                             | Ted Ballou Rocco DeSimone II Brad Jaeger Chris Gleason                      | Porsche 997 GT3 Cup          | H      | 578    |
| 33   | GT     | 68  | The Racer's Group                             | Ted Ballou Rocco DeSimone II Brad Jaeger Chris Gleason                      | Porsche 3.6 L Flat-6         | H      | 578    |
| 34   | GT     | 14  | Autometrics Motorsports                       | Bransen Patch Mac McGehee Wes Allen Jim Hamblin Cory Friedman               | Porsche 996 GT3 Cup          | H      | 572    |
| 34   | GT     | 14  | Autometrics Motorsports                       | Bransen Patch Mac McGehee Wes Allen Jim Hamblin Cory Friedman               | Porsche 3.6 L Flat-6         | H      | 572    |
| 35   | GT     | 66  | The Racer's Group                             | Spencer Pumpelly R. J. Valentine Andy Lally Mark Greenberg Kevin Buckler    | Porsche 997 GT3 Cup          | H      | 563    |
| 35   | GT     | 66  | The Racer's Group                             | Spencer Pumpelly R. J. Valentine Andy Lally Mark Greenberg Kevin Buckler    | Porsche 3.6 L Flat-6         | H      | 563    |
| DNF  | DP     | 91  | Lowe's Riley-Matthews Motorsports             | Jim Matthews Marc Goossens Jimmie Johnson Ryan Hunter-Reay                  | Riley Mk. XI                 | H      | 560    |
| DNF  | DP     | 91  | Lowe's Riley-Matthews Motorsports             | Jim Matthews Marc Goossens Jimmie Johnson Ryan Hunter-Reay                  | Pontiac 5.0 L V8             | H      | 560    |
| 37   | GT     | 72  | Tafel Racing                                  | Andrew Davis Nathan Swartzbaugh Robin Liddell Dirk Müller Jim Tafel         | Porsche 997 GT3 Cup          | H      | 555    |
| 37   | GT     | 72  | Tafel Racing                                  | Andrew Davis Nathan Swartzbaugh Robin Liddell Dirk Müller Jim Tafel         | Porsche 3.6 L Flat-6         | H      | 555    |
| 38   | GT     | 87  | Farnbacher Loles Racing                       | Christian Zugel John Burke Gunnar Jeannette Ryan Eversley                   | Porsche 997 GT3 Cup          | H      | 545    |
| 38   | GT     | 87  | Farnbacher Loles Racing                       | Christian Zugel John Burke Gunnar Jeannette Ryan Eversley                   | Porsche 3.6 L Flat-6         | H      | 545    |
| DNF  | GT     | 74  | Tafel Racing                                  | Eric Lux Wolf Henzler Dominik Farnbacher Jim Tafel                          | Porsche 997 GT3 Cup          | H      | 544    |
| DNF  | GT     | 74  | Tafel Racing                                  | Eric Lux Wolf Henzler Dominik Farnbacher Jim Tafel                          | Porsche 3.6 L Flat-6         | H      | 544    |
| 40   | DP     | 58  | Brumos Racing                                 | David Donohue Darren Law Buddy Rice Scott Sharp Hurley Haywood              | Riley Mk. XI                 | H      | 542    |
| 40   | DP     | 58  | Brumos Racing                                 | David Donohue Darren Law Buddy Rice Scott Sharp Hurley Haywood              | Porsche 3.6 L Flat-6         | H      | 542    |
| DNF  | DP     | 02  | Target Chip Ganassi Racing with Felix Sabates | Scott Dixon Dan Wheldon Memo Rojas                                          | Riley Mk. XI                 | H      | 538    |
| DNF  | DP     | 02  | Target Chip Ganassi Racing with Felix Sabates | Scott Dixon Dan Wheldon Memo Rojas                                          | Lexus 5.0 L V8               | H      | 538    |
| 42   | GT     | 43  | Team Sahlen                                   | Joe Sahlen Joe Nonnamaker Will Nonnamaker Wayne Nonnamaker                  | Chevrolet Corvette           | H      | 530    |
| 42   | GT     | 43  | Team Sahlen                                   | Joe Sahlen Joe Nonnamaker Will Nonnamaker Wayne Nonnamaker                  | Chevrolet LS2 6.0 L V8       | H      | 530    |
| 43   | GT     | 42  | Team Sahlen                                   | Michael Auriemma John Mayes David Kaemmer Chris Willcox Matt Varsha         | Porsche 996 GT3 Cup          | H      | 514    |
| 43   | GT     | 42  | Team Sahlen                                   | Michael Auriemma John Mayes David Kaemmer Chris Willcox Matt Varsha         | Porsche 3.6 L Flat-6         | H      | 514    |
| 44   | GT     | 89  | Autometrics Motorsports                       | Fraser Wellon Barry Ellis Frank Rossi Michael Grande Owen Trinkler          | Porsche 997 GT3 Cup          | H      | 512    |
| 44   | GT     | 89  | Autometrics Motorsports                       | Fraser Wellon Barry Ellis Frank Rossi Michael Grande Owen Trinkler          | Porsche 3.6 L Flat-6         | H      | 512    |
| 45   | GT     | 83  | Synergy Racing                                | Dave Gaylord Don Pickering Hal Hilton Ben McCrackin                         | Porsche 997 GT3 Cup          | H      | 508    |
| 45   | GT     | 83  | Synergy Racing                                | Dave Gaylord Don Pickering Hal Hilton Ben McCrackin                         | Porsche 3.6 L Flat-6         | H      | 508    |
| DNF  | DP     | 99  | GAINSCO/Bob Stallings Racing                  | Alex Gurney Jon Fogarty Jimmy Vasser Bob Stallings                          | Riley Mk. XI                 | H      | 493    |
| DNF  | DP     | 99  | GAINSCO/Bob Stallings Racing                  | Alex Gurney Jon Fogarty Jimmy Vasser Bob Stallings                          | Pontiac 5.0 L V8             | H      | 493    |
| DNF  | DP     | 12  | RVO Motorsports                               | Roger Schramm Jack Baldwin Bill Lester Justin Bell John Heinricy            | Riley Mk. XI                 | H      | 458    |
| DNF  | DP     | 12  | RVO Motorsports                               | Roger Schramm Jack Baldwin Bill Lester Justin Bell John Heinricy            | Pontiac 5.0 L V8             | H      | 458    |
| DNF  | DP     | 20  | Howard Motorsports                            | Andy Wallace Butch Leitzinger Tony Stewart                                  | Crawford DP03                | H      | 450    |
| DNF  | DP     | 20  | Howard Motorsports                            | Andy Wallace Butch Leitzinger Tony Stewart                                  | Pontiac 5.0 L V8             | H      | 450    |
| 49   | GT     | 57  | Stevenson Motorsports                         | Dominic Cicero II Marc Bunting James Gue John Stevenson Lou Gigliotti       | Chevrolet Corvette Z06       | H      | 444    |
| 49   | GT     | 57  | Stevenson Motorsports                         | Dominic Cicero II Marc Bunting James Gue John Stevenson Lou Gigliotti       | Chevrolet LS7 7.0 L V8       | H      | 444    |
| DNF  | GT     | 88  | Farnbacher Loles Racing                       | Craig Stanton Bryce Miller Antonín Charouz Justin Jackson Tom Pank          | Porsche 997 GT3 Cup          | H      | 434    |
| DNF  | GT     | 88  | Farnbacher Loles Racing                       | Craig Stanton Bryce Miller Antonín Charouz Justin Jackson Tom Pank          | Porsche 3.6 L Flat-6         | H      | 434    |
| 51   | GT     | 97  | Stevenson Motorsports                         | Vic Rice Tommy Riggins John Stevenson Spencer Trenery Lou Gigliotti         | Chevrolet Corvette Z06       | H      | 414    |
| 51   | GT     | 97  | Stevenson Motorsports                         | Vic Rice Tommy Riggins John Stevenson Spencer Trenery Lou Gigliotti         | Chevrolet LS7 7.0 L V8       | H      | 414    |
| DNF  | DP     | 05  | Luggage Express Team Sigalsport BMW           | Bill Auberlen Matthew Alhadeff Gene Sigal Karl Wendlinger                   | Riley Mk. XI                 | H      | 367    |
| DNF  | DP     | 05  | Luggage Express Team Sigalsport BMW           | Bill Auberlen Matthew Alhadeff Gene Sigal Karl Wendlinger                   | BMW 5.0 L V8                 | H      | 367    |
| DNF  | GT     | 30  | Racer's Edge Motorsports                      | Lawson Aschenbach Justin Lofton Ross Smith Mark Pavan                       | Pontiac GXP.R                | H      | 359    |
| DNF  | GT     | 30  | Racer's Edge Motorsports                      | Lawson Aschenbach Justin Lofton Ross Smith Mark Pavan                       | Pontiac LS2 6.0 L V8         | H      | 359    |
| DNF  | GT     | 41  | Team Sahlen                                   | Robb Brent Tom Malloy Jim Michaelian Bob Michaelian Ernie Becker            | Porsche 996 GT3 Cup          | H      | 316    |
| DNF  | GT     | 41  | Team Sahlen                                   | Robb Brent Tom Malloy Jim Michaelian Bob Michaelian Ernie Becker            | Porsche 3.6 L Flat-6         | H      | 316    |
| DNF  | DP     | 16  | Howard Motorsports                            | Chris Dyson Rob Dyson Guy Smith Oliver Gavin                                | Crawford DP03                | H      | 295    |
| DNF  | DP     | 16  | Howard Motorsports                            | Chris Dyson Rob Dyson Guy Smith Oliver Gavin                                | Porsche 3.6 L Flat-6         | H      | 295    |
| DNF  | GT     | 24  | Matt Connolly Motorsports                     | Matt Pickett Bill Cotter Mark Montgomery Todd Hanson Rich Walker            | BMW M3 E46                   | H      | 276    |
| DNF  | GT     | 24  | Matt Connolly Motorsports                     | Matt Pickett Bill Cotter Mark Montgomery Todd Hanson Rich Walker            | BMW 3.2 L I6                 | H      | 276    |
| DNF  | GT     | 82  | Synergy Racing                                | Don Kitch jr. Chris Pennington Chris Pallis Tony Bawcutt                    | Porsche 997 GT3 Cup          | H      | 250    |
| DNF  | GT     | 82  | Synergy Racing                                | Don Kitch jr. Chris Pennington Chris Pallis Tony Bawcutt                    | Porsche 3.6 L Flat-6         | H      | 250    |
| DNF  | DP     | 18  | VICI Racing                                   | Uwe Alzen Robert Renauer Terry Borcheller Gastón Mazzacane                  | Fabcar FDSC/03               | H      | 240    |
| DNF  | DP     | 18  | VICI Racing                                   | Uwe Alzen Robert Renauer Terry Borcheller Gastón Mazzacane                  | Porsche 3.6 L Flat-6         | H      | 240    |
| DNF  | GT     | 15  | Blackforest Motorsports                       | Tom Nastasi Alex Tagliani Guy Cosmo Valerie Limoges                         | Ford Mustang Cobra GT        | H      | 235    |
| DNF  | GT     | 15  | Blackforest Motorsports                       | Tom Nastasi Alex Tagliani Guy Cosmo Valerie Limoges                         | Ford 4.6 L V8                | H      | 235    |
| 60   | GT     | 86  | Farnbacher Loles Racing                       | Larry Bowman Don Bell Lance Willsley Shawn Price                            | Porsche 997 GT3 Cup          | H      | 232    |
| 60   | GT     | 86  | Farnbacher Loles Racing                       | Larry Bowman Don Bell Lance Willsley Shawn Price                            | Porsche 3.6 L Flat-6         | H      | 232    |
| DNF  | GT     | 45  | Howard Motorsports                            | Rob Wilson John Lewis Bryan Sellers Joey Hand                               | Infiniti G35                 | H      | 230    |
| DNF  | GT     | 45  | Howard Motorsports                            | Rob Wilson John Lewis Bryan Sellers Joey Hand                               | Infiniti 3.7 L V6            | H      | 230    |
| DNF  | DP     | 3   | Southard Motorsports                          | Shane Lewis Randy Ruhlman Graham Rahal Elliott Forbes-Robinson              | Riley Mk. XI                 | H      | 214    |
| DNF  | DP     | 3   | Southard Motorsports                          | Shane Lewis Randy Ruhlman Graham Rahal Elliott Forbes-Robinson              | Lexus 5.0 L V8               | H      | 214    |
| DNF  | GT     | 28  | At Speed Motorsports                          | Ian Baas Joel Feinberg Bruce McQuiston Joseph Safina                        | Porsche 997 GT3 Cup          | H      | 196    |
| DNF  | GT     | 28  | At Speed Motorsports                          | Ian Baas Joel Feinberg Bruce McQuiston Joseph Safina                        | Porsche 3.6 L Flat-6         | H      | 196    |
| DNF  | GT     | 46  | Michael Baughman Racing                       | Michael Baughman Bryan Collyer John Connolly Mike Yeakle Frank Del Vecchio  | Chevrolet Corvette           | H      | 186    |
| DNF  | GT     | 46  | Michael Baughman Racing                       | Michael Baughman Bryan Collyer John Connolly Mike Yeakle Frank Del Vecchio  | Chevrolet 5.7 L V8           | H      | 186    |
| DNF  | GT     | 08  | Goldin Brothers Racing                        | Steve Goldin Keith Goldin John Finger Ronald Zitza                          | Mazda RX-8                   | H      | 163    |
| DNF  | GT     | 08  | Goldin Brothers Racing                        | Steve Goldin Keith Goldin John Finger Ronald Zitza                          | Mazda 1.3 L 3-Rotor          | H      | 163    |
| DNF  | GT     | 21  | Matt Connolly Motorsports                     | Matt Connolly Adam Pecorari Jason Workman Ray Mason Romeo Kapudija          | BMW M3 E46                   | H      | 153    |
| DNF  | GT     | 21  | Matt Connolly Motorsports                     | Matt Connolly Adam Pecorari Jason Workman Ray Mason Romeo Kapudija          | BMW 3.2 L I6                 | H      | 153    |
| DNF  | GT     | 48  | WTF Engineering                               | Hans Hauser Robert Dubler Ed Magner Michael DeFontes                        | Chevrolet Corvette           | H      | 89     |
| DNF  | GT     | 48  | WTF Engineering                               | Hans Hauser Robert Dubler Ed Magner Michael DeFontes                        | Chevrolet 5.7 L V8           | H      | 89     |
| DNF  | GT     | 52  | Mastercar                                     | Luca Drudi Gabrio Rosa Andrea Ceccato Pierangelo Masselli Andrea Montermini | Ferrari 360 Modena Challenge | H      | 83     |
| DNF  | GT     | 52  | Mastercar                                     | Luca Drudi Gabrio Rosa Andrea Ceccato Pierangelo Masselli Andrea Montermini | Ferrari 3.6 L V8             | H      | 83     |
| DNF  | GT     | 63  | Team Spencer Motorsports                      | Dennis Spencer Scott Spencer Rich Grupp Gary Drummond Charles Espenlaub     | Mazda RX-8                   | H      | 74     |
| DNF  | GT     | 63  | Team Spencer Motorsports                      | Dennis Spencer Scott Spencer Rich Grupp Gary Drummond Charles Espenlaub     | Mazda 1.3 L 3-Rotor          | H      | 74     |
| DNS  | GT     | 49  | Team Sahlen                                   | Joe Sahlen Joe Nonnamaker Will Nonnamaker Wayne Nonnamaker                  | Chevrolet Corvette           | H      | 0      |
| DNS  | GT     | 49  | Team Sahlen                                   | Joe Sahlen Joe Nonnamaker Will Nonnamaker Wayne Nonnamaker                  | Chevrolet LS2 6.0 L V8       | H      | 0      |

1962 · 1963 · 1964 · 1965 · 1966 · 1967 · 1968 · 1969 · 1970 · 1971 · 1972 · 1973 · 1974 · 1975 · 1976 · 1977 · 1978 · 1979 · 1980 · 1981 · 1982 · 1983 · 1984 · 1985 · 1986 · 1987 · 1988 · 1989 · 1990 · 1991 · 1992 · 1993 · 1994 · 1995 · 1996 · 1997 · 1998 · 1999 · 2000 · 2001 · 2002 · 2003 · 2004 · 2005 · 2006 · 2007 · 2008 · 2009 · 2010 · 2011 · 2012 · 2013 · 2014 · 2015 · 2016 · 2017 · 2018 · 2019 · 2020 · 2021 · 2022 · 2023 · 2024 · 2025